# Configni
Configni (Convìgni in dialetto locale) è un comune italiano di 569 abitanti della provincia di Rieti nel Lazio.

## Geografia fisica

### Territorio
Il territorio comunale si trova al confine con l'Umbria. Il centro storico di Configni si trova a 692 m s.l.m. sul crinale nord est del Monte Cosce alto 1 114 metri. . Nel suo territorio scorrono due torrenti con il toponimo di Aia, a sud il torrente Aia affluente del Tevere, a nord nella frazione di Lugnola il torrente Aia che confluisce nel Nera.

### Clima
La sua Classificazione climatica è zona E, 2364 GR/G.

## Storia
Nel comune di Configni, all'interno di grotte carsiche sul Monte Cosce sono stati rinvenuti resti preistorici, conservati ed esposti nel palazzo comunale di Configni.

### Simboli
Lo stemma e il gonfalone sono stati concessi con decreto del presidente della Repubblica del 31 dicembre 1975.
Il gonfalone è un drappo di bianco.

## Monumenti e luoghi d'interesse

### Architetture religiose
- Chiesa Santa Maria Assunta

## Società

### Evoluzione demografica
Abitanti censiti

### Etnie e minoranze straniere
Secondo i dati ISTAT al 31 dicembre 2013 la popolazione straniera residente era di 36 persone.

## Amministrazione
Nel 1923 passa dalla provincia di Perugia in Umbria, alla provincia di Roma nel Lazio, e nel 1927, a seguito del riordino delle circoscrizioni provinciali stabilito dal regio decreto nº 1 del 2 gennaio 1927, per volontà del governo fascista, quando venne istituita la provincia di Rieti, Configni passa a quella di Rieti.
| Periodo | Periodo   | Primo cittadino      | Partito      | Carica  | Note |
| ------- | --------- | -------------------- | ------------ | ------- | ---- |
| 2004    | 2009      | Angelandrea Angelici | lista civica | Sindaco |      |
| 2009    | 2014      | Antonello Angelici   | lista civica | Sindaco |      |
| 2019    | in carica | Luciano Leonardi     | lista civica | Sindaco |      |

### Altre informazioni amministrative
- Fa parte della Comunità montana "Sabina"